# Benció I de Carcasona
Benció I de Carcassona (? - 908), conde de Carcasona y Razès (906-908).

## Orígenes familiares
Era el primogénito del conde Oliba II de Carcasona y hermano mayor de Acfredo II, que también sería conde.

## Títulos nobiliarios
Se proclama conde en el año 906, a la muerte de su tío Acfredo I de Carcasona, que había accedido al poder como regente, tras la muerte de Oliba II pero que, en realidad, ejerció como conde titular.
Benció murió en 908 sin hijos conocidos y fue sucedido en el Condado de Carcasona por su hermano Acfredo II. 
| Predecesor: Acfredo I de Carcasona | Condado de Carcasona | Sucesor: Acfredo II |

- Datos: Q4083861